# 義理チョコ
義理チョコ（ぎりチョコ）とは、一般的には、日本の女性がバレンタインデーの2月14日に、恋愛感情を伴わない男性に対し、日頃の感謝の気持ちを込めて、またはホワイトデーの返礼を期待して、贈答するチョコレートのこと。あるいはその儀式全般を含有した日本特有の文化を指す。

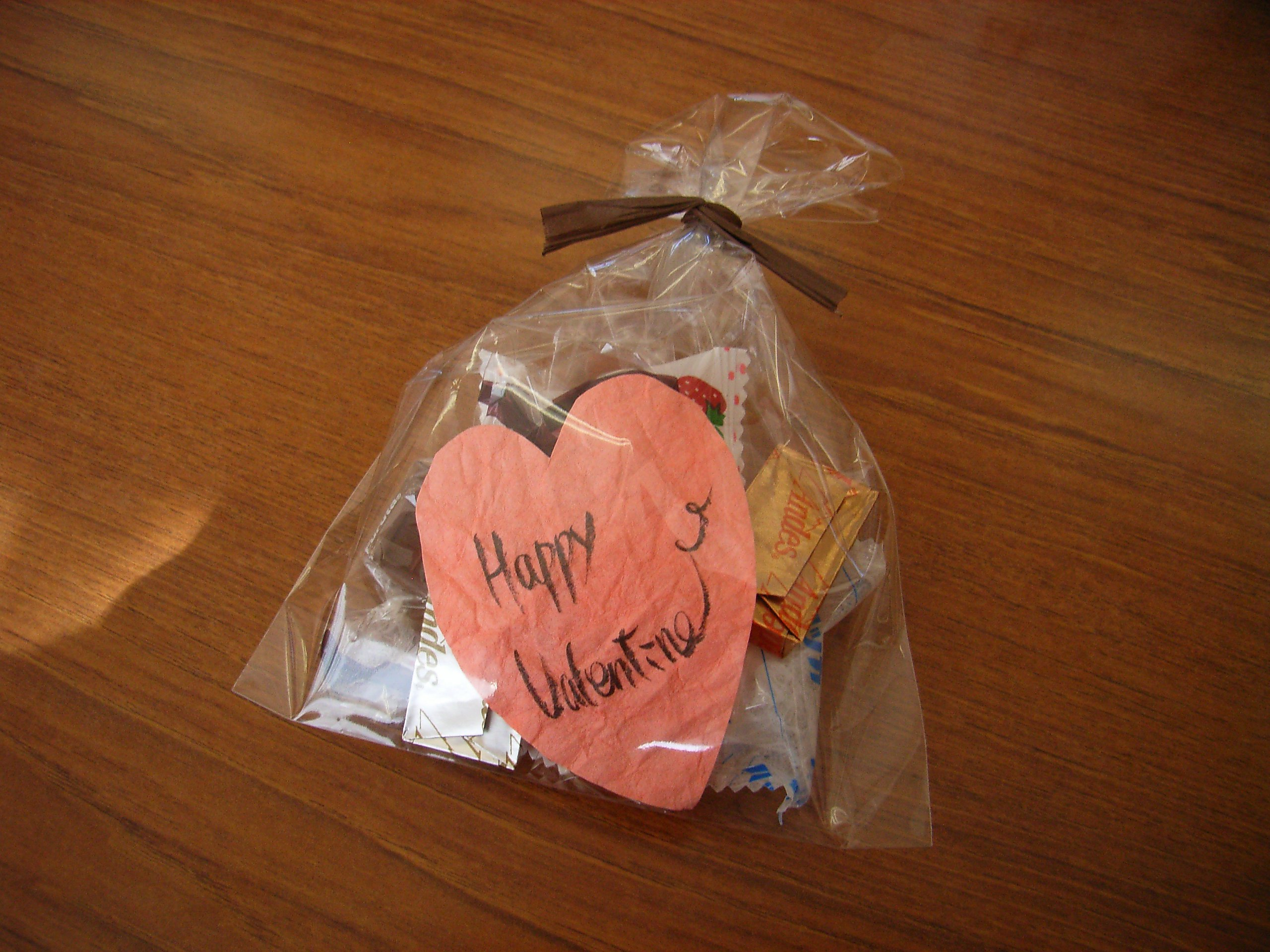
義理チョコの一例

## 概要
義理チョコとは感謝の気持ちや、コミュニケーションの円滑化を目的として、女性から男性に対して贈答するバレンタインデーのイベントのひとつであり、恋愛感情を伴って、意中の人に手渡す『本命チョコ』とは、一線を画す目的を持つ。
ドラマや漫画などの劇作中においては、本音をうまく伝えることのできない「ヒロインの葛藤を表現するアイテム」として、義理チョコが登場する場合があるが、現実世界においては往々にして「誤解されると大変なこと」であり、「勘違いを起こされると困惑するもの」である。
そのため「自分に好意がある」と、あらぬ勘違いや誤解を未然に防ぐために、渡し方や渡す品物などに一定のマナーが見られる。
しかし、付き合いの親密度や好感度によって、贈答品に格差が設けられるなど、女性側も社交辞令のみで渡しているようではないことが窺える。

## 歴史と背景
そもそも日本において、バレンタインに想いを寄せる男性に対して、女性がチョコレートを贈るという独特のイベントが開催されるようになったのは神戸モロゾフ製菓が、チョコレート販売促進の一環として、1936年（昭和11年）に英字新聞『The Japan Advertiser』に広告を出したのがきっかけとされる。
その後、不二家や森永製菓などが、「バレンタインデー=女性が男性にチョコレートを贈る日」というイメージ戦略を行った結果、1950年代より、バレンタインデーに意中の男性にチョコレートを贈るという行為が広がりを見せ、同時にOLが、会社の職場にいる男性に、チョコレートを贈る「義理チョコ」という風習が登場するようになり、日本の文化として根付いた。
2013年（平成25年）のバレンタインシーズンには、有楽製菓が同社の「ブラックサンダー」について「一目で義理とわかるチョコ」のキャッチコピーでキャンペーンを展開するなど、義理チョコをメインターゲットとした宣伝を行う企業も現れている。
その一方、2018年（平成30年）2月1日に、ゴディバ・ジャパンは日本経済新聞のみに『日本は、義理チョコをやめよう。』と全面広告を掲載し、意図について「バレンタインデーを好きになって欲しい。もちろん本命チョコはあっていいけど、苦痛なら義理チョコはなくてもいい。いや、この時代、ないほうがいい。そう思うに至ったのです」と答え、義理チョコの賛否について話題になった。
バレンタインデーは年間で最もチョコレートを食べる日にまで成長したが、一方で製菓会社の仕掛けたマーケティングに辟易し、義理チョコを中止するよう抗議する集団なども登場している。
職場において女性から男性に義理チョコを贈る風習について批判が多い一方、逆に男性から女性に義理チョコを贈ることを奨励する動きは一部にある。週刊SPA!が行った調査では、20代女性のうち半数以上が「男性から義理チョコをもらっても株は上がらない」と回答している。

## 義理チョコ自粛の動き
贈答が過熱する義理チョコ交換に対して、自粛や禁止する企業もある。
- 共栄火災海上保険では、1992年（平成4年）から、会社内での「義理チョコ」交換自粛を促し、社内で「バレンタイン あげたつもり もらったつもりチャリティ募金」を開始した。義理チョコの交換自粛は強制ではないが、女性社員には『バレンタインチョコ』をあげる代わりに、男性社員には『ホワイトデー』にお返しをあげる代わりに、1口500円の寄付金を募り、社内で集まった募金をNGO団体を通して、西アフリカの子供たちに寄付している[12]。
- 世界最大の恋愛・結婚マッチングサイト「マッチ・ドットコム ジャパン株式会社」は、2009年（平成21年）2月5日のプレスリリースにて「2月14日に愛のないチョコレートを形式的に贈答する『義理チョコ』社内配布禁止令」を発表した[14]。その理由として、以下の理由を挙げている。
  - インターネットマッチングによって愛をつくりだすサービスを提供する会社である。
  - 義理チョコやホワイトデーのお返しを配る暇があったら、仕事に集中。
  - 義理チョコ選びや配布に費やされる時間は、生産性の低下につながる。
  - 愛のある「本命」チョコレートを推進する。